# Abiraterona
La abiraterona es un fármaco inhibidor de la biosíntesis de andrógenos, que se usa para el tratamiento del cáncer de próstata resistente a la castración metastásico (previamente llamado hormonorrefractario y andrógeno-independiente), es decir, el cáncer de próstata que muestra recidivas el tratamiento con terapia de privación androgénica (TDA) y por lo tanto experimenta una progresión de la enfermedad a pesar de la presencia de una concentración de testosterona a niveles de castración, de acuerdo con los métodos de análisis actuales.
Después de una revisión acelerada de seis meses, abiraterona fue aprobado por la Food and Drug Administration (FDA) de los EE. UU.  en abril de 2011 para su uso en esta indicación. En los ensayos clínicos de fase III, abiraterona prolongó la supervivencia global en 4,6 meses frente a placebo y el ensayo se interrumpió debido a los buenos resultados. Este ensayo de registro se realizó en pacientes que habían progresado al tratamiento estándar de primera línea, el docetaxel asociado a prednisona. 

## Historia
A principios de 1990, Mike Jarman, Elaine Barrie y Gerry Potter, del Cancer Research UK Centre for Cancer Therapeutics del Instituto de Investigación del Cáncer en Londres, se propusieron desarrollar nuevos tratamientos farmacológicos para el cáncer de próstata. A partir del ketoconazol, desarrollaron abiraterona como una variante más eficaz, presentaron una patente en 1993 y publicaron el primer artículo que describe el fármaco al año siguiente. Los derechos para la comercialización del producto fueron asignados a BTG plc, una compañía sanitaria muy especializada del Reino Unido. BTG licenció el producto a Cougar Biotecnology, que inició el desarrollo del producto comercial. En 2009, Cougar fue adquirida por Johnson & Johnson, que desarrolló y comercializa actualmente el fármaco, y ha llevado a cabo ensayos (algunos de ellos en curso a día de hoy), para ampliar sus usos clínicos.

## Mecanismo de acción
Abiraterona es un análogo de la pregnenolona que inhibe selectivamente, de forma potente e irreversible la α-hydroxylasa/C17 17, 20 liasa (CYP17A1), una enzima que se expresa en los tejidos tumorales testiculares, suprarrenal, y prostático. CYP17 cataliza dos reacciones esteroideas secuenciales pero reguladas de modo independiente: 
- La conversión de pregnenolona y progesterona en sus derivados 17-hidroxi-α por actividad de la 17α-hidroxilasa
- La formación posterior de la dehidroepiandrosterona (DHEA) y androstenediona por actividad de la C17, 20 liasa. [ 18 ] La DHEA y androstenediona son andrógenos y precursores de la testosterona.

Como resultado de esta inhibición potente del CYP17, abiraterona elimina la producción de andrógenos en todos los órganos endocrinos, incluidos los testículos, las glándulas suprarrenales y el propio tumor.
La administración de abiraterona reduce la concentración sérica de testosterona a niveles indetectables (utilizando los análisis comerciales actuales) cuando se administra con agonistas de la LHRH o con orquiectomía.

## Farmacocinética
Después de la administración oral, acetato de abiraterona (principio activo de la preparación comercial), formulado como un profármaco, se convierte en su forma activa: abiraterona. Esta conversión es probable que sea mediada por la esterasa y no por el complejo enzimático CYP. 
La administración conjunta de abiraterona con alimentos provoca un aumento en la absorción del fármaco y, por lo tanto, tiene el potencial de causar exposiciones aumentadas al mismo y de gran variabilidad. 
Abiraterona se debe consumir con el estómago vacío. El fármaco tiene un alto porcentaje de unión a proteínas (>99%), y se metaboliza en el hígado mediante CYP3A4 y SULT2A1 a metabolitos inactivos. Se excreta por las heces (≈88%) y la orina (≈5%) con una semivida de eliminación de 12 ± 5 horas. 

## Estudios clínicos

### COU-AA-301
Se inició en 2008 un ensayo en fase III  en sujetos previamente tratados con docetaxel. Un ensayo clínico de fase III, aleatorizado y controlado con placebo en 1.195 pacientes con cáncer de próstata resistente a la castración.
En septiembre de 2010, se determinó que los resultados provisionales del ensayo clínico de fase III en pacientes previamente tratados con docetaxel tuvieron fueron tan exitosos, que habría sido poco ético  mantener a la mitad de los participantes en los ensayos con placebo, y todos los pacientes comenzaron a recibir abiraterona. La supervivencia global aumentó en 4,6 meses, según el análisis final de este estudio. Fue aprobado por la FDA en abril de 2011.

### COU-AA-302
Un estudio doble ciego de fase III controlado con placebo, aleatorizado, investigó el uso del acetato de abiraterona en hombres con cáncer de próstata resistente a la castración metastásico sin previa quimioterapia. Se evaluaron 1.088 pacientes para recibir acetato de abiraterona (1000 mg) más prednisona (5 mg dos veces al día) o placebo más prednisona. La mediana de supervivencia libre de progresión radiológica fue de 16,5 meses con abiraterona-prednisona y 8,2 meses con prednisona sola ( hazard ratio (HR) = 0,52, 95% intervalo de confianza (IC), 0,45-0,61, P <0,0001). Tras un  tiempo medio de seguimiento de 27,1 meses, la supervivencia global con abiraterona-prednisona fue de 35,3, frente a 30,1 meses de prednisona sola; HR = 0,79, IC 95%, 0,66-0,96, P = 0,0151). Adicionalmente abiraterona-prednisona, logró retrasar el uso de la quimioterapia durante 26,5 meses, frente a 16,8 meses de placebo-prednisona.